# Марк Гетис
Марк Гетис (енгл. Mark Gatiss; Сеџфилд, 17. октобар 1966) је британски глумац, комичар, сценариста, редитељ, продуцент и романописац. Најпознатији је по својим телевизијским улогама и ко-креирању серија са Стивеном Мофатом. Гетис је освојио неколико награда, укључујући БАФТА ТВ награду, награду Еми за ударне термине, награду Пибоди и две награде Лоренс Оливије.
Гетис је био ко-креатор, ко-сценариста и глумац BBC-јеве хумористичне серије Лига џентлмена (1999–2002). Ко-креирао је серију Шерлок (2010–2017), у којој је тумачио Мајкрофта Холмса, као и мини-серију Дракула (2020), где је глумио Френка Ренфилда. Такође је написао неколико епизода серије Доктор Ху током Мофатовог мандата као шоуранера. Његове друге познатије ТВ улоге су Тихо Несторис у Игри престола (2014–2017), Стивен Гардинер у Вучјем леглу (2015) и Питер Менделсон у Коалицији (2015). Глумио је у филмовима као што су Виктор Франкенштајн (2015), Порицање (2016), Кристофере Робине, где си? (2018), Миљеница (2018), Отац (2020), Операција Минсмит (2021) и Немогућа мисија: Одмазда — Први део (2023).